# Andrena lagopus
Andrena lagopus (tweecellige zandbij) is een vliesvleugelig insect uit de familie Andrenidae. De wetenschappelijke naam van de soort is voor het eerst geldig gepubliceerd in 1809 door Latreille.